# Lamothe-Fénelon
Lamothe-Fénelon là một xã thuộc tỉnh Lot trong vùng Occitanie phía tây nam nước Pháp.